# 유럽-민주-에스페란토

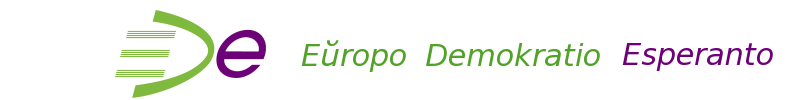

유럽-민주-에스페란토(에스페란토: Eŭropo - Demokratio - Esperanto 에우로포 - 데모크라티오 - 에스페란토)는 유럽 연합의 공용어로 에스페란토를 쓰는 것을 목표로 하는 정당이다.

## 같이 보기
- 유럽 에스페란토 연합